# Giovanni Vincenzo Gonzaga
Giovanni Vincenzo Gonzaga (Palermo, 8 de dezembro de 1540 - Roma, 22 de dezembro de 1591) foi um cardeal do século XVII

## Biografia
Nasceu em Palermo em 8 de dezembro de 1540. Filho de Ferrante I Gonzaga, vice-rei da Sicília, 1º conde de Guastalla, e Isabella di Capua. Irmão do cardeal Francesco Gonzaga (1561). Sobrinho do cardeal Ercole Gonzaga (1527). Outros cardeais da família foram: Francesco Gonzaga (1461); Sigismondo Gonzaga (1505); Pirro Gonzaga (1527); Scipione Gonzaga (1587); Fernando I Gonzaga (1607); e Vicente II Gonzaga (1615). Seu primeiro nome também está listado como Gian Vincenzo.
Chamado a Mântua pelo duque Guglielmo para auxiliá-lo no governo do ducado. Cavaleiro da Ordem Hospitalária de São João de Jerusalém. Prior de Barletta..
Criado cardeal diácono no consistório de 21 de fevereiro de 1578; recebeu o gorro vermelho e a diaconia de S. Giorgio em Velabro, em 21 de novembro de 1578. Optou pela diaconia de S. Maria em Cosmedin, em 19 de dezembro de 1583. Participou do conclave de 1585, que elegeu o Papa Sisto V. Optou por a ordem dos cardeais sacerdotes, 18 de dezembro de 1585, e sua diaconia foi elevada pro illa vice ao título..
Ordenado em 12 de janeiro de 1586, igreja de San Lorenzo in Lucina, Roma, pelo cardeal Innico Avalos de Aragón, OS Iacobis. Recebeu o título de S. Alessio, em 20 de abril de 1587. Nomeado pelo Papa Sisto V auditor de causas para os cidadãos dos Estados Pontifícios. Participou do Conclave de setembro de 1590, que elegeu o Papa Urbano VII. Participou do Conclave do outono de 1590, que elegeu o papa Gregório XIV. Participou do conclave de 1591, que elegeu o Papa Inocêncio IX..
Morreu em Roma em 22 de dezembro de 1591, às 23h. Sepultado na igreja de S. Alessio, Roma .